# Endiandra schlechteri
Endiandra schlechteri är en lagerväxtart som beskrevs av Teschn.. Endiandra schlechteri ingår i släktet Endiandra och familjen lagerväxter. Inga underarter finns listade i Catalogue of Life.